# Jean-François Mercier
Pour les articles homonymes, voir Jean-François Mercier (homonymie) et Mercier.
Jean-François Mercier, né le 19 juillet 1967 à Montréal, est un humoriste, auteur, et comédien.
Il est finissant de l'École nationale de l'humour de la cuvée 1997. Il s'est fait connaître principalement comme coauteur de la série télévisée Les Bougon, c'est aussi ça la vie! (coécrite avec François Avard). Et en tant qu'acteur, dans des rôles secondaires dans les populaires émissions Un gars une fille,, 3X Rien (Mercier, le gars devant la vidéopoker) et dans son rôle de Maurice Ladouceur dans la télé-série Virginie. Il est également très identifié au Gars frustré personnage tiré de l'émission Le Mike Ward Show diffusée à MusiquePlus, qu'il reprit plus tard sur scène.

## Biographie
Jean-François Mercier est détenteur d'un baccalauréat en actuariat.
Depuis l'été 2006, on le retrouve en tournée à travers le Québec dans son premier spectacle solo intitulé Le show du gros cave coécrit avec l'auteur François Avard.

À l'émission L'union fait la force, animé par Patrice L'Écuyer, il affirme, à la surprise de tous, qu'il a un baccalauréat en actuariat. Le journal de Trois-Rivières confirme l'information.
Il anime la série Un gars le soir depuis septembre 2010 a V.

Lors de l'élection fédérale canadienne de 2011, Jean-François Mercier s'est présenté comme candidat indépendant dans la circonscription de Chambly-Borduas. Il a obtenu 11,3 % des voix. Bien qu'il se soit présenté dans une circonscription fédérale, il a déclaré à l’émission Tout le monde en parle être en faveur de la souveraineté du Québec.
Il a étudié au Collège de l'Assomption.

## Réseaux sociaux
Jean-François Mercier tient un blogue sur son site personnel. Il met en ligne régulièrement des vidéos sur YouTube où il commente, entre autres, des courriels envoyés par des internautes ou des situations de la vie courante. L'une de ces vidéos, Bell Mobilité - La Saga, a été visionnée 1 020 000 fois depuis sa publication.

## Controverse liée au Bye-Bye 2008
Jean-François Mercier a joué un rôle prédominent lors de sa présence au Bye-Bye 2008, où il incarne son personnage du Gros Cave. Certains de ses textes ont semé la controverse, dont l'extrait suivant à propos du Canada anglais: C'est sûr que t'as l'impression des avoir déjà entendu ses discours, ça fait trois ans que c'est le même cave qui nous ramène des idées politiques des années '60. Lâchez pas ma gang de consanguins du Canada anglais, pis continuez de la réélire votre lobotomie sur deux pattes de Stephen Harper. Pis dans une couple d'années, quand votre femme sèche aura plus le droit de voter, pis ça va être légal d'abattre vos enfants parce que y'ont fumé du pot, vous viendrez cogner à la porte du Québec en nous disant: "Heille, là Harper a voté une loi pour qu'on fasse cuire toute nos immigrants, pis là on n'a pu de dépanneurs, on peux-tu revenir au Québec?" Ben on vous laissera pas rentrer, même si vous avez du sable bitumineux plein le cul. On va vous laisser l'autre bord de la rivière Outaouais. Avec votre Toronto, votre Winnipeg, pis toutes vos asti de villes plates. Où-ce que les bars ferment à quatre heures de l'après-midi, pis où-ce que les filles couchent pas avant le mariage, ni après d'ailleurs.

## Personnage du Gros Cave
Titre de son premier one man show, il s'agit d'un homme avec des opinions plutôt dures, arrêtées, qui sont souvent passées au silence, car elles ne sont pas socialement acceptables, mais qui représentent quand même ce que pense une partie de la population. Ce «gros cave» s’enrage pour un rien. Le personnage se veut un rôle pour révéler l'absurde et l'inacceptable dans nos sociétés modernes. Jean-François Mercier interprètera ce personnage surtout au début de sa carrière, pour laisser place à des positions plus sensibles par la suite, quelque part en 2014.

## Filmographie

### comme acteur
- 1999 : Un gars une fille (série télévisée, Avanti Ciné Vidéo) : Déménageur, et plusieurs personnages
- 1999 : Radio Enfer (série télévisée) : Marina Blast
- 2000 : Catherine (série télévisée, Avanti Ciné Vidéo) : Ex-détenu
- 2001 : Avoir su... (série télévisée) : Dan Daveluy
- 2003 : 3X Rien (série télévisée) : Mercier
- 2004 : Le Mike Ward Show (série télévisée) : Le Gars Frustré
- 2005 : L'Gros Show (série télévisée) : Le Gars Frustré
- 2005 : L'Héritière de Grande Ourse (feuilleton TV)
- 2005 : Virginie (feuilleton TV) : Maurice « Momo » Ladouceur
- 2009 : Kanah D'Ha (film) : Client Frustré
- 2009 : Caido (film) : Tatoueur
- 2010 : Un gars le soir (émission de télévision, Avanti Ciné Vidéo) : animateur[13]
- 2013 : Les pêcheurs (série télévisée) : comédien
- 2013 : Tic tac show (émission de télévision) : animateur
- 2013 : On n'est pas sorti du bois!, Ztélé, (Attraction) : animateur [14]
- 2014 : Subtil, sensible, touchant (captation spectacle, série télévisée)[15]
- 2015 : Marche à l'ombre (série télévisée): M. Beaudoin
- 2015 : Danseuses, Ztélé, (Attraction) : animateur [16]
- 2019 : Rire sans tabous (émission de télévision) : animateur

### comme scénariste
- 1997 : Le Studio
- 1998 : Radio Enfer
- 1999 : Les Mecs Comiques
- 1999 : Un gars, une fille (série télévisée, 1997)
- 2003 : 3X Rien
- 2004 : Les Bougon, c'est aussi ça la vie!
- 2010 : Un gars le soir
- 2016 : Votez Bougon

## Récompenses et nominations

### Récompenses
- 2009 : Gagnant de l'Olivier du numéro d'humour de l'année pour son spectacle Le Conte de Noël[17].
- 2011 : Gagnant de l'Olivier de l'année
- 2015 : Gagnant Certification ADISQ, Billet Or - 50 000 billets vendus pour son spectacle Subtil, sensible, touchant[18].